# American Vampire Legacy : Le Réveil du monstre
American Vampire Legacy : Le Réveil du monstre (American Vampire: Lord of Nightmares) est une mini-série de comics en 5 numéros, scénarisée par Scott Snyder et dessinée par Dustin Nguyen. Elle est publiée en 2012 par Vertigo aux États-Unis et traduite en 2013 par Urban Comics en France.
Le Réveil du monstre est une série dérivée se déroulant dans l'univers vampirique de la série American Vampire, créée par Scott Snyder et Rafael Albuquerque.

## Synopsis
1954, à Londres, la base locale des Vassaux de Venus est attaquée, et son coffre sécurisé, inviolé depuis 1888, est ouvert.
Le premier Carpathe, Dracula, est réveillé, et s'apprête à reprendre le pouvoir sur son armée de vampires…

## Publication
- American Vampire: Lord of Nightmares #1-5 (Vertigo, 2012)
- American Vampire Legacy : Le Réveil du monstre (Urban Comics, mai 2013,  (ISBN 978-2-365-77216-7))